# Elijah Cummings
Elijah Eugene Cummings (Baltimore (Maryland), 18 januari 1951 - aldaar, 17 oktober 2019) was een Amerikaans jurist en politicus. Sinds 1996 vertegenwoordigde hij namens de Democratische Partij het 7e Congresdistrict van de staat Maryland in het Huis van Afgevaardigden (Verenigde Staten) in Washington D.C.
Hij was vanaf januari 2019 tot aan zijn dood in oktober van dat jaar voorzitter van de Commissie voor Overzicht en Staatshervorming van het Huis van Afgevaardigden.

## Afkomst, opleiding en loopbaan
Cummings kwam uit een familie van arbeiders. Zijn ouders trokken van een boerderij in South Carolina naar een huurhuis in Maryland en spaarden door tot ze in 1963 een huis in een multiculturele stadswijk konden betrekken.
Tot 1969 studeerde Cummings aan de highschool Baltimore City College en daarna aan de Howard University in Washington, waar hij in 1973 een bachelorgraad in politieke wetenschappen behaalde. 
Na een aansluitende rechtenstudie aan de University of Maryland in Baltimore (Juris Doc., 1976), begon hij in 1976 te werken als advocaat. Tussentijds was hij voorzitter-rechter van het Simulatie Hof van Maryland.

## Politieke loopbaan
Tussen 1983 en 1996 was Cummings lid van het Huis van Afgevaardigden van Maryland. Vanaf 1995 was hij voorzitter van dit Huis, het hoogste ambt dat een Afro-Amerikaan in Maryland bekleedde. Bovendien was hij daar vanaf 1985 voorzitter van de Legislative Black Caucus van Maryland.
Na het terugtreden van Kweisi Mfume werd Cummings bij een tussentijdse verkiezing op 16 april 1996 als vertegenwoordiger van het 7e Congresdistrict in het Huis van Afgevaardigden in Washington gekozen. 
In de Democratische voorverkiezing versloeg hij eerst 26 concurrenten, waarna hij zijn uiteindelijke Republikeinse tegenkandidaat Kenneth Konder met ruim 70 procent van de stemmen het nakijken gaf. Na elf herverkiezingen waar hij steeds een meerderheid van ruim 70 procent van de stemmen behaalde, de laatste keer in 2018, zou zijn laatste 
zittingstermijn aflopen op 3 januari 2021.
Cummings was lid van de Commissie voor Verkeer en Infrastructuur en de Commissie voor Toezicht en Hervorming, alsmede van enkele subcommissies. 
Sinds januari 2019 was Cummings voorzitter van de Commissie voor Overzicht en Staatshervorming, die na de tussentijdse verkiezing van 2018 wegens een door de Democraten behaalde meerderheid een sleutelpositie heeft veroverd bij het instellen van onderzoeken naar Donald Trumps presidentschap. Als zodanig leidde hij op 27 februari 2019 het verhoor van Michael Cohen, de voormalige advocaat en "fixer" van Donald Trump.
Eerder was hij tijdelijk lid van de Commissie voor Economische Zaken en de onderzoekscommissie naar de aanval op het Amerikaanse consulaat in Benghazi in 2012. 
Hij maakte deel uit van de Progressieve Caucus in het Congres en hij was de tijdelijke voorzitter van de Zwarte Caucus in  het Congres, alsmede van het samenwerkingsverband van Afro-Amerikaanse Congresleden.
Voor de presidentsverkiezing van 2008 ontketende Cummings in 2007 de Maryland Grass Roots-campagne, een initiatief, dat zich inzette voor de verkiezing van Barack Obama. Cummings was lid was van de Boy Scouts of America en betrokken en bij verscheidene maatschappelijke bewegingen. Vanaf 2004 was hij lid van het Democratisch Nationaal Comité, de landelijke organisatie van de Democratische Partij.

## Politieke posities
In het Huis van Afgevaardigden van Maryland gold Cummings als een uitgesproken links-liberaal en tegelijk als consensus-builder. Voor zijn district in West-Baltimore, dat hoofdzakelijk wordt bewoond door Afro-Amerikanen, zette hij zich onder andere in voor betere gezondheidszorg, internettoegang, wapencontrole en uitbreiding van arbeidsplaatsen in samenwerking met ondernemers. Ook in het Congres behoorde Cummings tot de linkervleugel van zijn partij. Hij stemde daar onder andere in 1996 tegen de door president Bill Clinton met de Republikeinen uitonderhandelde hervormingswet voor de sociale verzekering. Ook stemde hij tegen het toestaan aan werkgevers om hun werknemers voor overwerk compenserende vrije tijd aan te bieden in plaats van het uit te betalen. Verder steunde hij het recht op abortus en financiering van programma's voor ontwikkelingshulp, zonder daarbij beperking van abortus af te dwingen.

## Privé
Cummings was getrouwd met Maya Rockeymoore, die een bureau voor politieke raadgeving in Washington, D.C. runde en in 2018 namens de Democraten zonder succes een gooi deed naar de post van gouverneur in de staat Maryland. Zij hadden drie kinderen en woonden in Baltimore. Cummings was baptist.
Cummings overleed op 17 oktober 2019 in het Gilchrist Hospice Care in Baltimore. Zijn vrouw meldde dat 25 jaar voor zijn overlijden bij hem thymuscarcinoom was geconstateerd, een zeldzame vorm van kanker in de zwezerik.
- Gemeinsame Normdatei: 1191697037
- International Standard Name Identifier: 0000 0000 7773 8821
- Library of Congress Control Number: n2010180659
- SNAC: w6039grx
- Système universitaire de documentation: 238474267
- Biographical Directory of the United States Congress: C000984
- Virtual International Authority File: 107973061
- WorldCat: E39PBJfMp3jqrqPPdgfTrmDXh3